# Nyschnje
Nyschnje (ukrainisch Нижнє; russisch Нижнее/Nischneje) ist eine Siedlung städtischen Typs im Osten der Ukraine mit etwa 2600 Einwohnern.
Der Ort liegt im Westen der Oblast Luhansk im Rajon Sjewjerodonezk etwa 25 Kilometer nordöstlich der ehemaligen Rajonshauptstadt Popasna und 55 Kilometer nordwestlich der Oblasthauptstadt Luhansk am Südufer des Siwerskyj Donez.
Nyschnje wurde 1754 von serbischen und kroatischen Soldaten, die sich hier mit ihren Familien im Militärverwaltungsgebiet Slawenoserbien ansiedelten sowie Bauern aus der Rechtsufrigen Ukraine gegründet.
Bis zum 7. Oktober 2014 war der Ort ein Teil der Stadtgemeinde von Perwomajsk, danach wurde er in den Rajon Popasna eingegliedert. Am 11. Februar 2015 wurden dann noch Teile des Siedlungsratsgebiets von Frunse mit dem Dorf Scholobok/Жолобок, vorher Teil des Rajons Slowjanoserbsk, dem Siedlungsratsgebiet angeschlossen.
Am 6. November 2014 kam es im Zuge des Krieges in der Ostukraine zu Feuergefechten mit den Separatisten bei der ein Soldat getötet und 2 verwundet wurden.
Am 12. Juni 2020 wurde die Siedlung ein Teil der neugegründeten Stadtgemeinde Hirske, bis dahin bildete sie zusammen mit dem Dorf Scholobok (Жолобок) die gleichnamige Siedlungsratsgemeinde Nyschnje (Нижненська селищна рада/Nyschnenska selyschtschna rada) im Osten des Rajons Popasna.
Seit dem 17. Juli 2020 ist sie ein Teil des Rajons Sjewjerodonezk.